# Jelena Chrustaljowa
Jelena Wladimirowna Chrustaljowa (russisch Елена Владимировна Хрусталёва; * 28. September 1980 in Krasnojarsk, Russische SFSR, Sowjetunion) ist eine ehemalige russische und belarussische und später kasachische Biathletin.
Jelena Chrustaljowa gab ihr internationales Debüt bei den Junioreneuropameisterschaften 2000 in Zakopane. Sie gewann hier Gold im Einzel und mit der russischen Staffel. Bei den kurz darauf in Hochfilzen stattfindenden Juniorenweltmeisterschaften folgten Silber in der Verfolgung hinter Sabrina Buchholz und mit der Staffel sowie vierte Plätze im Einzel und im Sprint. Schließlich startete sie im Sommer des Jahres auch noch bei den Juniorenweltmeisterschaften in Chanty-Mansijsk im Sommerbiathlon, wo sie hinter Tatjana Moissejewa Silber gewann.
Zur folgenden Saison wechselte Chrustaljowa ihre Staatsbürgerschaft und startete nun für Belarus. Nun gab sie in Hochfilzen auch ihr Debüt im Biathlon-Weltcup. Erstes Ergebnis war ein 36. Platz im Sprint. Zur Mitte der Saison, kurz vor den Olympischen Winterspielen 2002 konnte sie in Antholz ihre besten Weltcupplatzierungen erreichen. Im Einzel und mit der Staffel wurde Chrustaljowa Siebte, in der Verfolgung sogar Sechste. Bei den Spielen in Salt Lake City erreichte sie einen 33. Platz im Sprint, einen 30. Platz in der Verfolgung und mit der Staffel einen guten siebten Rang.
Zur Saison 2003/04 wechselte sie wieder zur russischen Staatsbürgerschaft. Jedoch wurde sie aufgrund der starken Konkurrenz meist nur auf kontinentaler Ebene eingesetzt. Bei den Europameisterschaften 2003 in Forni Avoltri gewann Chrustaljowa Gold im Einzel und mit der russischen Staffel, 2005 in Nowosibirsk nochmals mit der Staffel. Zur Saison 2006/07 wechselte sie erneut die Staatsbürgerschaft und startet seitdem für Kasachstan. Im Sommer 2007 gewann sie hinter Natalia Sokolowa bei den Weltmeisterschaften im Sommerbiathlon in Otepää jeweils die Silbermedaillen im Sprint und im Massenstart. Im Einzelwettbewerb der WM 2009 erreichte Jelena Chrustaljowa mit dem sechsten Platz im Einzel ihre bis dahin beste internationale Platzierung. Bei den Olympischen Winterspielen 2010 konnte sie sich nochmals verbessern und gewann nach einem 5. Platz im Sprint auch noch die Silbermedaille im Einzel.
Vor den Olympischen Winterspielen 2010 ließ Chrustaljowa für die kasachische Ausgabe der Men’s Health Nacktfotos von sich aufnehmen. Im Hinblick auf die Vorbereitung zu den Wettkämpfe spottete die Moskauer Boulevardzeitung Komsomolskaja Prawda daraufhin: „Die einen trainieren eifrig, die anderen versuchen, durch provozierende Auftritte Aufmerksamkeit zu erregen.“

## Biathlon-Weltcup-Platzierungen
Die Tabelle zeigt alle Platzierungen (je nach Austragungsjahr einschließlich Olympische Spiele und Weltmeisterschaften).
- 1.–3. Platz: Anzahl der Podiumsplatzierungen
- Top 10: Anzahl der Platzierungen unter den ersten zehn (einschließlich Podium)
- Punkteränge: Anzahl der Platzierungen innerhalb der Punkteränge (einschließlich Podium und Top 10)
- Starts: Anzahl gelaufener Rennen in der jeweiligen Disziplin
- Staffel: inklusive Mixed- und Single-Mixed-Staffeln

| Platzierung      | Einzel | Sprint | Verfolgung | Massenstart | Staffel | Gesamt |
| ---------------- | ------ | ------ | ---------- | ----------- | ------- | ------ |
| 1. Platz         |        |        |            |             |         |        |
| 2. Platz         | 1      |        |            |             |         | 1      |
| 3. Platz         |        |        |            |             |         |        |
| Top 10           | 3      | 2      | 1          |             | 4       | 10     |
| Punkteränge      | 6      | 15     | 5          | 3           | 28      | 57     |
| Starts           | 19     | 39     | 17         | 3           | 28      | 106    |
| Stand: Ende 2013 |        |        |            |             |         |        |